# Пітео
Пітео (швед. Piteå) — місто на півночі Швеції, у лені Норрботтен. Адміністративний центр комуни Пітео. Лежить на березі Ботнічної затоки Балтійського моря, у гирлі річки Пітеельвен. Населення — 22913 осіб (2010), площа — 24,74 км².

## Історія

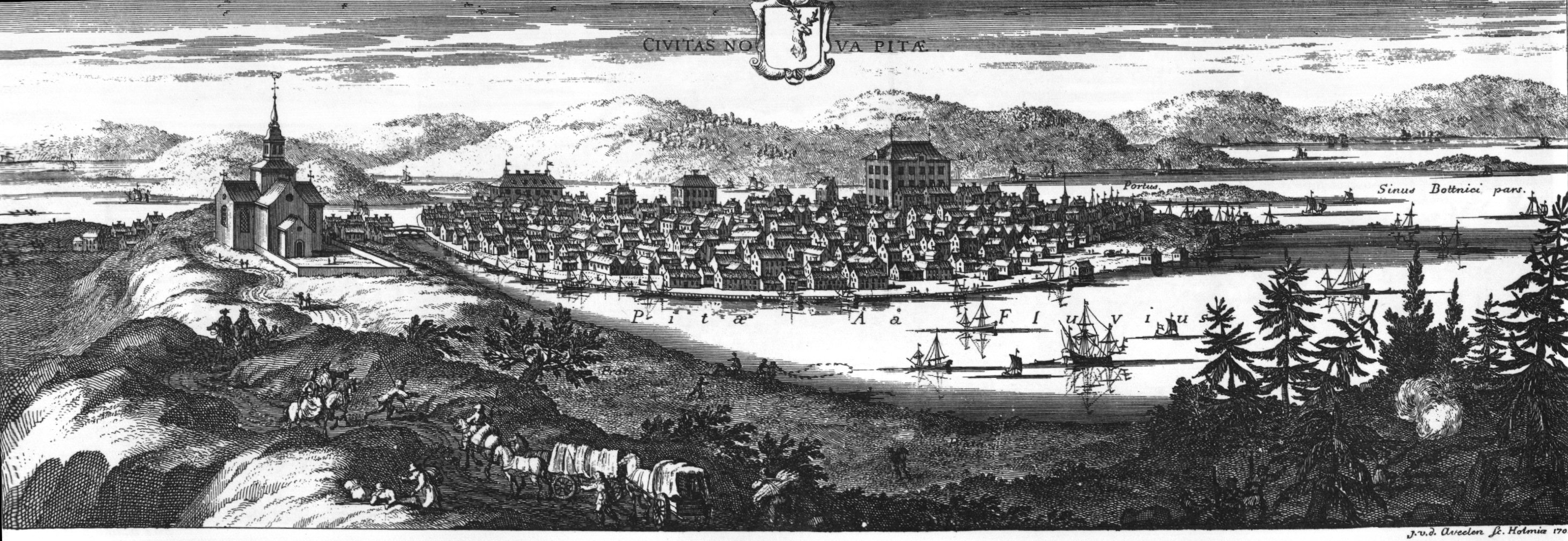
Нове Пітео. Дереворит. Між 1690—1710 роками.

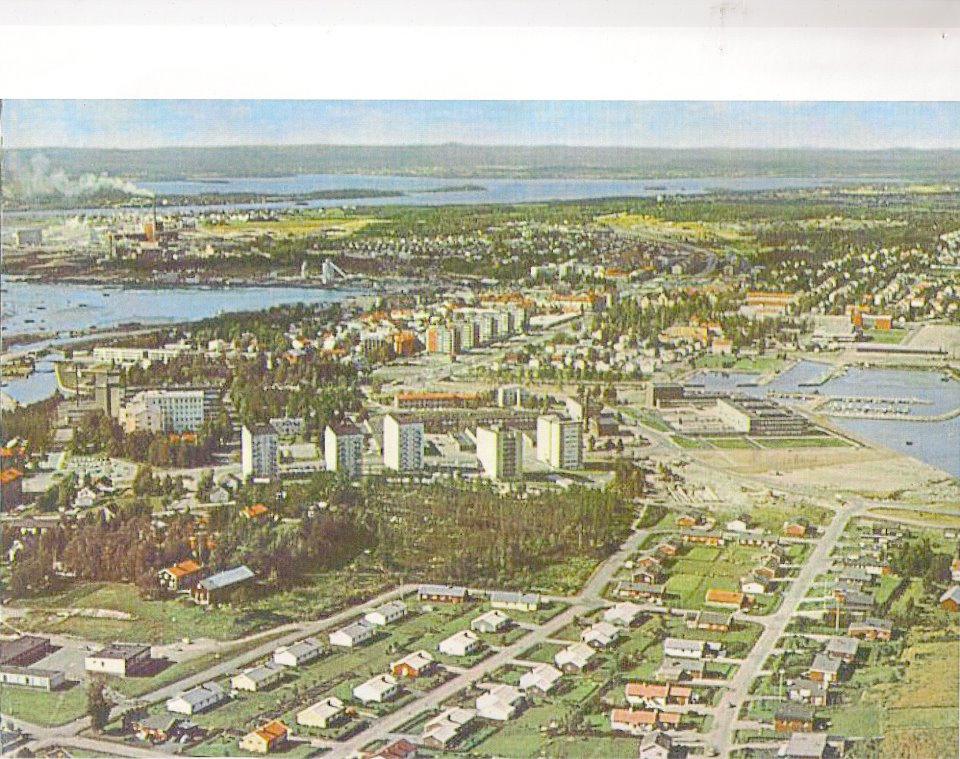
Пітео. 1968 рік.

Місто засноване 1621 року. Після того як воно було повністю знищене пожежею у липні 1668 року, його перенесено дещо південніше від старого місця, — на один з невеликих островів — Häggholmen — у бухті Ботнічної затоки. Сьогодні цей острів є центральною частиною міста.
1721 року нове місто було спалене російськими військами. Єдиною будівлею, яка тоді збереглася була церква, яка збереглася до наших днів. У 1911 році у селищі було побудовано залізничну станцію на лінії Ельвсбюн — Пітео, що сприяло розвиткові селища й зростанню його населення. Цьому також сприяв порт.

## Населення
| Рік             | 1951 | 1960 | 1970  | 1980  | 1990  | 2000  | 2010  |
| --------------- | ---- | ---- | ----- | ----- | ----- | ----- | ----- |
| Населення, чол. | 5574 | 8181 | 15067 | 16068 | 17727 | 22152 | 22913 |

## Клімат
| Клімат Пітео            | Клімат Пітео | Клімат Пітео | Клімат Пітео | Клімат Пітео | Клімат Пітео | Клімат Пітео | Клімат Пітео | Клімат Пітео | Клімат Пітео | Клімат Пітео | Клімат Пітео | Клімат Пітео | Клімат Пітео |
| Показник                | Січ.         | Лют.         | Бер.         | Квіт.        | Трав.        | Черв.        | Лип.         | Серп.        | Вер.         | Жовт.        | Лист.        | Груд.        | Рік          |
| Абсолютний максимум, °C | 10,3         | 10,5         | 14,1         | 21,5         | 29,5         | 32,0         | 34,9         | 32,0         | 24,5         | 20,8         | 13,0         | 8,5          | 34,9         |
| Середній максимум, °C   | −4,3         | −4           | 1,1          | 6,3          | 12,7         | 17,9         | 20,7         | 19,0         | 13,7         | 6,2          | 0,4          | −2,6         |              |
| Середня температура, °C | −8,1         | −8,3         | −3,5         | 1,8          | 7,8          | 13,4         | 16,3         | 14,5         | 9,4          | 2,9          | −2,5         | −5,9         |              |
| Середній мінімум, °C    | −12,1        | −12,5        | −7,9         | −2,6         | 2,7          | 8,6          | 11,6         | 10,1         | 5,5          | −0,2         | −5,4         | −9,4         |              |
| Абсолютний мінімум, °C  | −41,5        | −38,5        | −33,3        | −22,5        | −10,5        | −1,3         | 2,5          | −1           | −6,1         | −21,4        | −31,6        | −35,5        | −41,5        |
| Норма опадів, мм        | 52           | 34           | 34           | 33           | 42           | 62           | 70           | 69           | 59           | 61           | 60           | 58           |              |
| ----------------------- | ------------ | ------------ | ------------ | ------------ | ------------ | ------------ | ------------ | ------------ | ------------ | ------------ | ------------ | ------------ | ------------ |

## Спорт
1918 року у місті було засновано спортивний клуб «Пітео». На базі клубу 1920 року було створено футбольну команду «Piteå IF», що грає у 2 Дивізіоні Шведської футбольної ліги. 1985 року тут також було створено жіночу футбольну команду «Piteå IF», що з 2009 року грає у вищій лізі жіночого футбольного чемпіонату Швеції.
1986 року на базі хокейної секції спортивного клубу «Пітео» і двох інших спортивних клубів було створено хокейний клуб «Пітео», що грає (станом на 2013 рік) у Третій лізі (1 Дивізіон) шведського хокейного чемпіонату. У 1999—2005 роках команда грала у другій лізі — Хокей-Аллсвенскан шведського хокейного чемпіонату. За хокейний клуб у різні роки грали, зокрема, Мікаель Ренберг, Маттіас Елунд, Генрік Талліндер, Томас Хальмстрем.
Окрім футбольної й хокейної команд у клубі «Пітео» діють також секції легкої атлетики й спортивного орієнтування.